# Middle Teton Glacier
Der Middle Teton Glacier ist ein Gletscher im Grand-Teton-Nationalpark im Westen des US-Bundesstaates Wyoming. Er liegt in einem Kar an der Nordostflanke des Middle Teton und südlich des Grand Teton am oberen Ende des Garnet Canyons. Er ist bei Bergsteigern und Eiskletterern beliebt, die die Gipfel von Grand Teton oder Middle Teton erreichen wollen. Der Middle Teton Glacier entwässert sich über die Wasserfälle Spalding Falls, Cleft Falls und Bannock Falls durch den Garnet Canyon in den Bradley Lake und später in den Snake River. Zwischen 1967 und 2006 verlor der Gletscher rund 25 % seiner Fläche, diese verringerte sich von 21 ha auf 16 ha.

## Belege
1. ↑  Geonames: Middle Teton Glacier. Abgerufen am 26. März 2021.
2. ↑  Naturalatlas: Middle Teton Glacier. Abgerufen am 26. März 2021 (englisch).
3. ↑  Edmunds, Jake; (February 2012): Glacier Variability (1967–2006) in the Teton Range, Wyoming, United States. Hrsg.: Journal of the American Water Resources Association.